# Matabelelândia Sul
Matabelelândia Sul (em inglês: Matabeleland South), também grafada Matabeleland Sul, é uma província do Zimbábue. Sua capital é a cidade de Gwanda.
Matabelelândia Sul faz divisa ao norte com as províncias de Bulavaio e de Matabelelândia Norte, a leste com as províncias de Medialândia e de Masvingo, ao sul com a província sul-africana de Mepumalanga e a oeste com diversos distritos do Botsuana.

## Distritos
- Beitbridge
- Bulilima (North)
- Gwanda
- Insiza
- Mangwe (South)
- Matobo
- Umzingwane